# 터키 (노스캐롤라이나주)

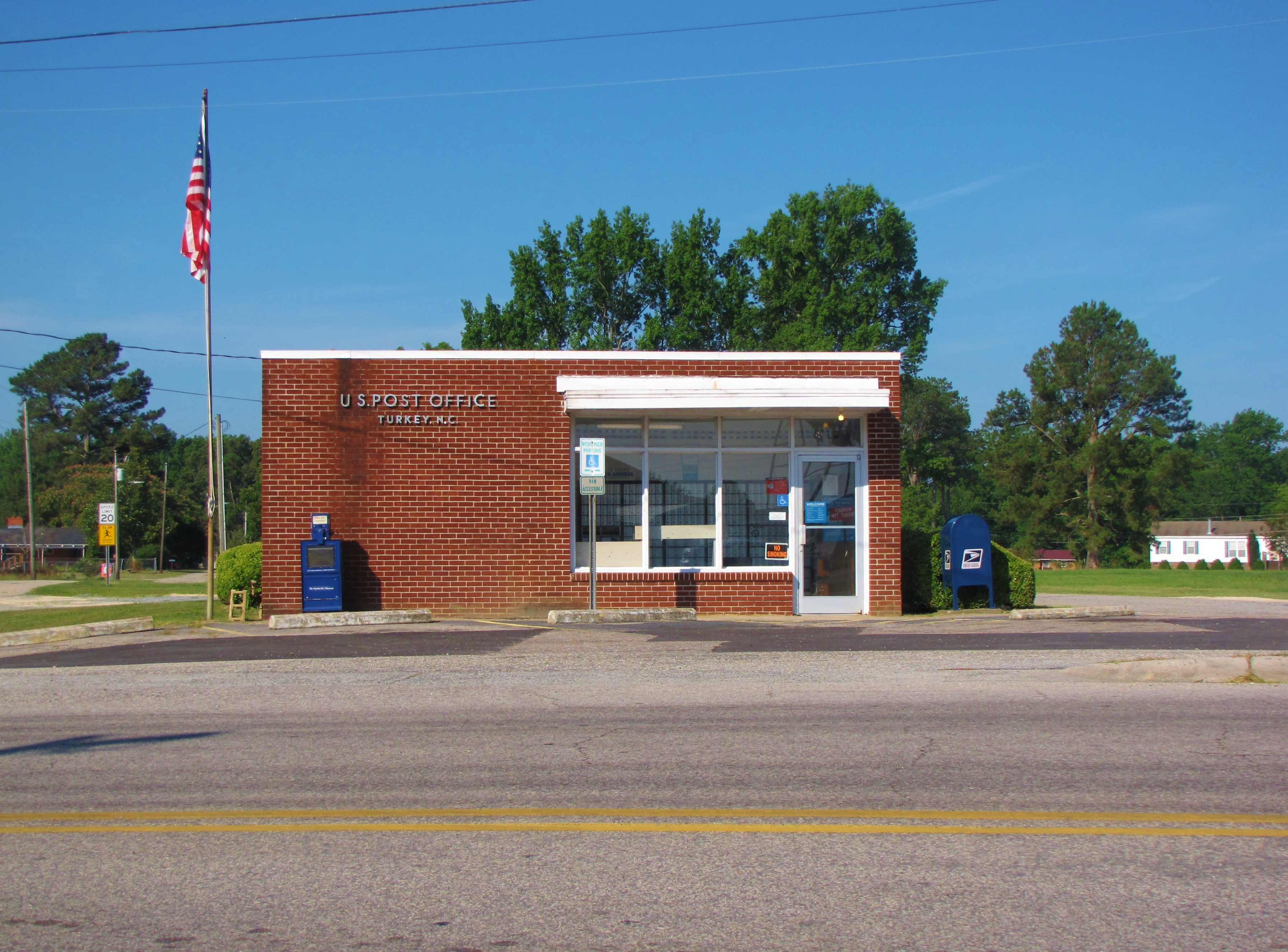

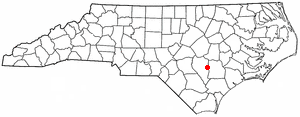

터키(Turkey)는 미국 노스캐롤라이나주 샘슨군의 타운이다. 인구 수는 2010년 인구 조사 기준 292명이다.
이 타운의 이름은 한때 스프링빌(Springville)이었다. 이 타운의 초기 역사 중에 상당한 수의 들칠면조(영어로 일명 '터키')가 이 지역으로 들어오면서 사람들은 이것을 하나의 징표로 받아들였다. 이 타운의 우체국은 터키로도 불리는 국가 튀르키예에 도착해야 하는 메일을 받는 경우도 종종 있다.

## 인구
| 인구조사              | 인구 | Note  | %±     |
| --------------------- | ---- | ----- | ------ |
| 1920년                | 146  |       | —      |
| 1930년                | 213  |       | 45.9%  |
| 1940년                | 188  |       | −11.7% |
| 1950년                | 223  |       | 18.6%  |
| 1960년                | 199  |       | −10.8% |
| 1970년                | 329  |       | 65.3%  |
| 1980년                | 417  |       | 26.7%  |
| 1990년                | 234  |       | −43.9% |
| 2000년                | 262  |       | 12.0%  |
| 2010년                | 292  |       | 11.5%  |
| 2019 (추산)           | 293  | [ 1 ] | 0.3%   |
| U.S. Decennial Census |      |       |        |